# Диоскорееви
Диоскореевите (Dioscoreaceae) са семейство растения от разред Диоскореецветни (Dioscoreales).
Таксонът е описан за пръв път от Робърт Браун през 1810 година. Таксономичният му тип е диоскорея.

## Родове
- Avetra
- Borderea
- Botryosicyos
- Chaitaea
- Dioscorea – Диоскорея
- Epipetrum
- Helmia
- Higinbothamia
- Hyperocarpa
- Nanarepenta
- Oncus
- Rajania
- Stenomeris
- Tacca – Прилепче
- Tamus
- Testudinaria
- Trichopus
- Ubium